# 檉柳
檉柳（學名Tamarix chinensis）又名垂絲柳、观音柳、三春柳、西河柳、山川柳等，是檉柳科植物。檉柳的嫩枝葉是中藥材。鮮用或乾用。

## 形态
落叶小乔木，枝条纤细，多下垂；叶互生，披针状或鳞片状小叶；夏季开淡红色小花，由细瘦总状花序合成圆锥花序；蒴果。

## 分布
產於中國黄河及长江流域以至两广、云南等地平原、沙地及盐碱地，为盐土地区重要的造林树种。

## 圖片

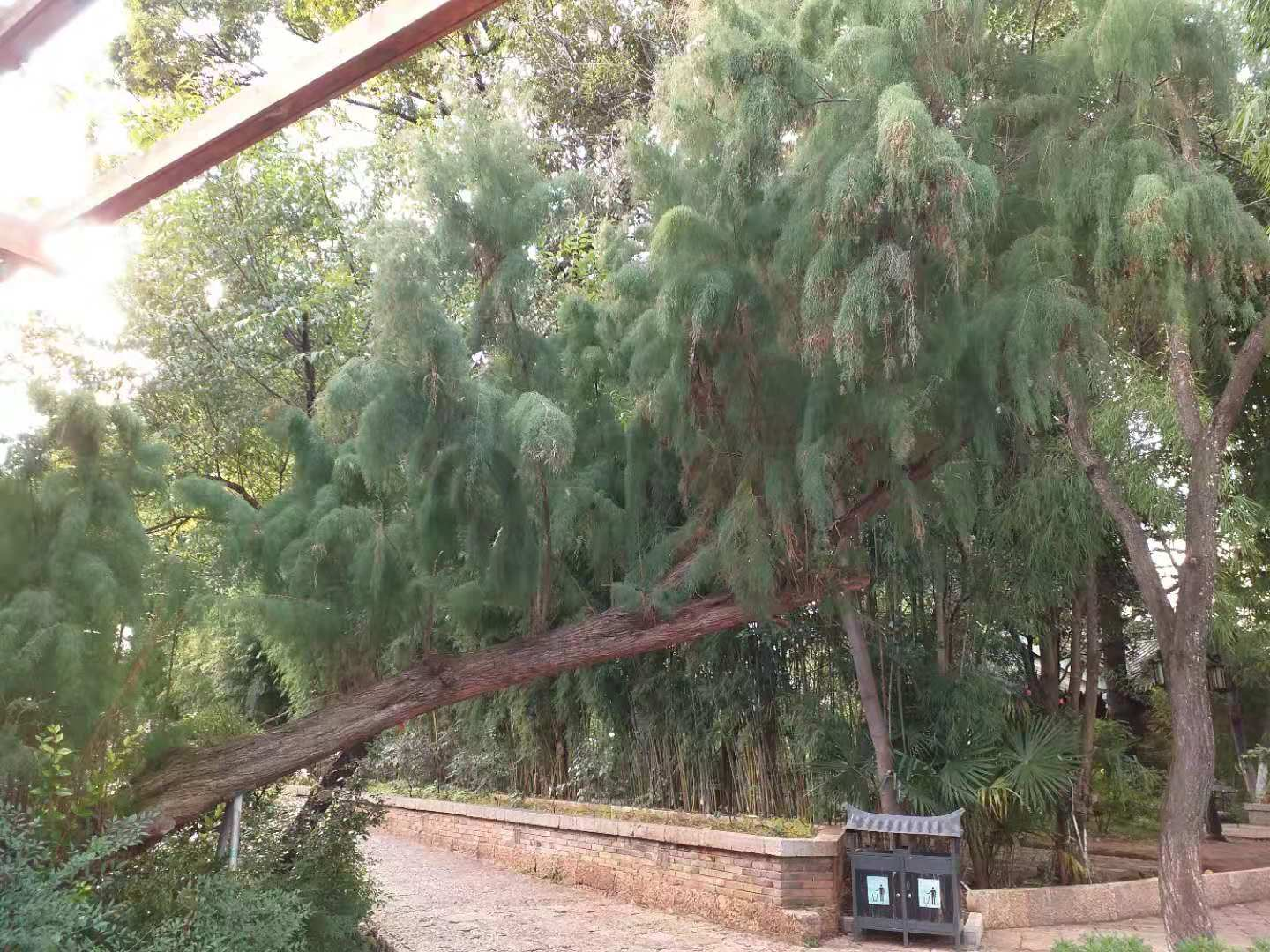
植株。攝於雲南麗江，中國
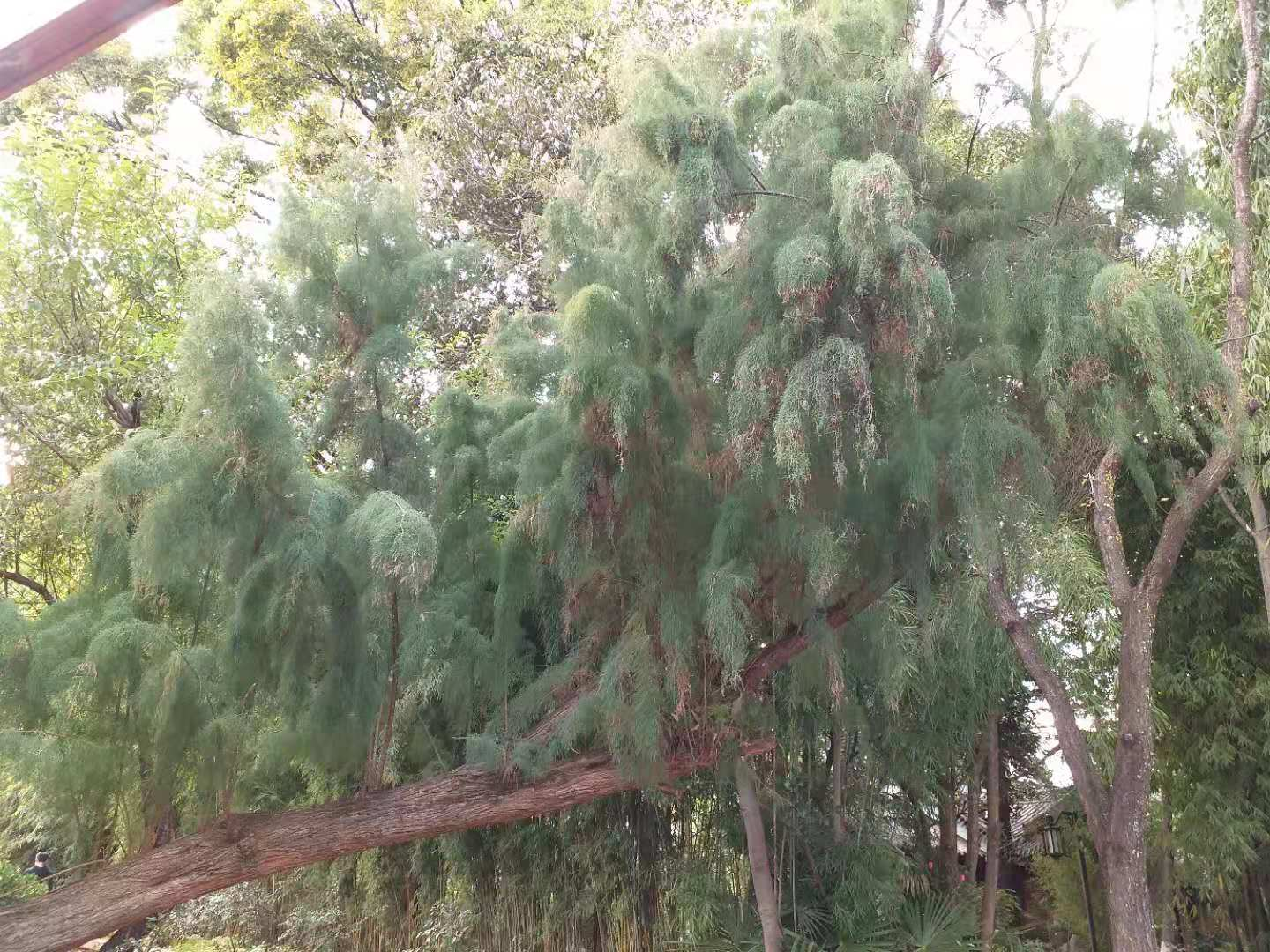
樹葉外觀奇特。攝於雲南麗江，中國
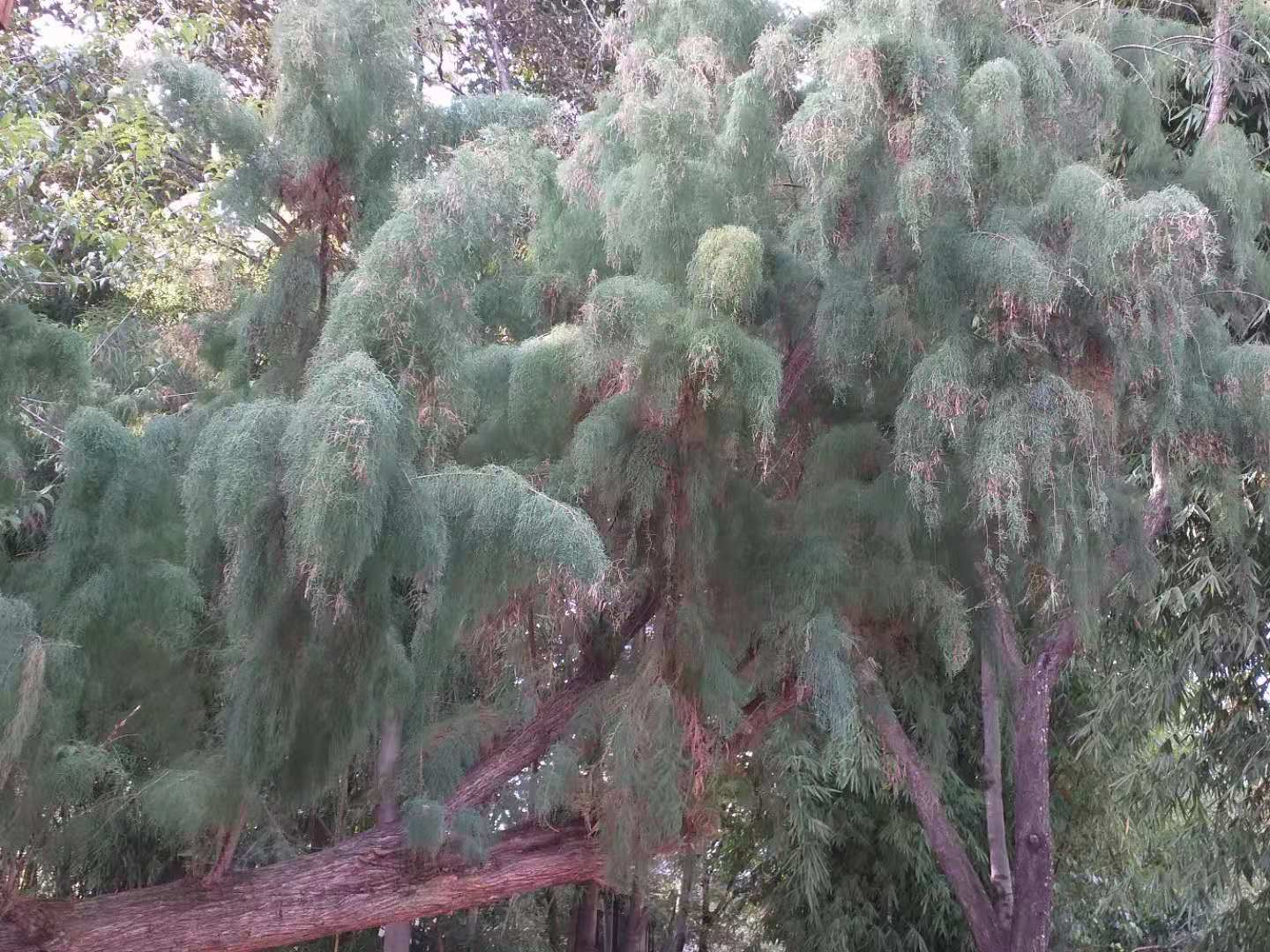
樹葉外觀奇特。攝於雲南麗江，中國
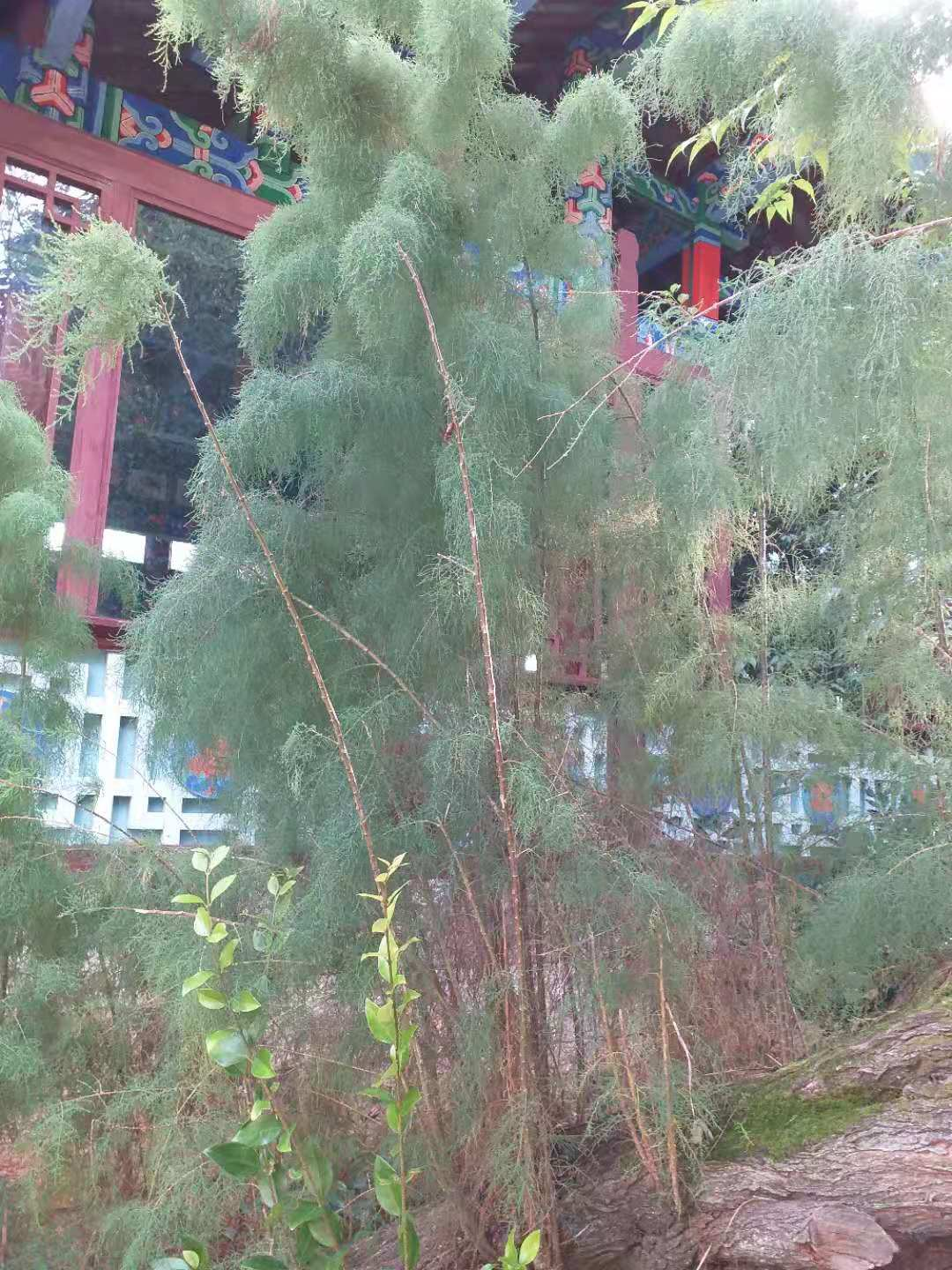
樹幹底部長出的新枝。攝於雲南麗江，中國

## 文獻研究
- 《本草綱目》謂垂絲柳「消痞，解酒毒，利小便。」
- 據化學分析，本品含槲皮素（黃酮類化合物）、樹脂。
- 據藥理研究，本品能調節體溫，擴張皮膚血管，故有發汗解熱作用，本品能麻痺中腦、廷髓，因此內服過量能使血壓下降，呼吸困難，最後可致神經中樞麻痺而虛脫。

## 延伸阅读
[在维基数据编辑]
 《植物名實圖考·檉柳》，出自吳其濬《植物名實圖考》

## 外部連結
- 檉柳, Chengliu （页面存档备份，存于） 藥用植物圖像數據庫 (香港浸會大學中醫藥學院) （繁體中文）（英文）